# El Presi
José González Cristóbal, conocido artísticamente como El Presi (Gijón, Asturias, 9 de diciembre de 1908-Gijón, 12 de junio de 1983) fue un cantante asturiano de tonada y otros géneros musicales.

## Carrera
En el año 1934 entró a formar parte de la Compañía Asturiana de Comedies como componente del grupo Los Pamperos, de tangos y también como cantante flamenco en solitario acompañado a la guitarra por Fermín Sánchez Chelín. Con sus temas más conocidos, realizaba diferentes actuaciones por al geografía asturiana. En sus éxitos, «Si yo fuera picado (romance de la mina)», «¡Ay Xixón de mis amores!», «Mariñana», «A la entrada de Oviedo»,  «Río Nalón», «Dime, xilguerín parleru», «Campanines de mio aldea», «Amanecía en la aldea», «Soy de Langreo», "Piloña"... y en la mayoría de ellos estaría acompañado por  su inseparable Chelín.
Como solista actuó durante catorce años en el extranjero, en lugares con una importante presencia de población asturiana: en América en Nueva York, La Habana, México, Caracas, Tampa, Miami, y en Europa en Bélgica, Alemania, Francia o Suiza. El álbum Un recuerdo de España, fue editado en varios países extranjeros.
El Presi, con sus gafas oscuras, fue una figura inconfundible, familiar, que transmitía lo que se denominó asturianía. Llenó toda una época en la música popular asturiana y creó un nuevo estilo muy peculiar, que ha creado toda una escuela que han seguido intérpretes como Niti Colsa, Almas Unidas, Vicente Díaz, Manolo Santarrúa, Rosa María Lobo, etc.
La producción discográfica de El Presi fue muy extensa y variada. Grabó multitud de discos con asturianadas, flamenco y canciones populares tradicionales o de nueva autoría, algunas de las cuales compuso él mismo y otras se las compuso el poleso Rafael Moro Collar "Falo Moro".
En el barrio de El Carmen, lugar en el cual nació en la ciudad de Gijón, tiene un busto que preside la plaza que lleva su nombre.

## Discografía seleccionada
- 1961 EP Canciones De Asturias
- 1963 EP Sidrina la de contrueces
- 1969 EP Jose Gonzalez Presi Con Acompañamiento De Guitarra
- 1964 EP Subo La Espina Cantando
- 1969 EP Asturias de mi querer
- 1969 EP Campanines de mi aldea
- 1969 EP Toca La Gaita
- 1969 LP José González Presi
- 1970 EP De Alpargates Y Orbayando
- 1970 EP La Payariega
- 1970 EP ¡Ay! Amor
- 1973 LP José González Presi
- 1975 LP José González Presi
- 1975 Single Villancicos Mineros
- 1976 LP José González Presi
- 1978 LP José González Presi
- 1983 LP Sentimientos de un asturiano
- 2006 CD En directo en México, Argentina, Venezuela y Bruselas
- 2009 CD Canción asturiana
- 2017 CD José González El Presi, éxitos